# Silvio Arrivabene Valenti Gonzaga
brasão
Silvio Arrivabene Valenti Gonzaga (5 de dezembro de 1844 - 11 de março de 1913) foi um agrónomo e político italiano. Ele nasceu em Mântua numa antiga família nobre, muitos dos quais eram ativos no Risorgimento italiano, incluindo seu pai, seu tio-avô Giovanni Arrivabene e seu tio Opprandino Arrivabene. Durante a guerra pela independência italiana, ele serviu no exército de Garibaldi e recebeu a Medalha de Valor Militar pelas suas ações durante o cerco de Cápua. Mais tarde, ele serviu na Câmara dos Deputados italiana de 1890 a 1892 e foi nomeado senador em 1900. Ele morreu repentinamente em Florença, aos 68 anos.